# Petrorossia stenogastra
Petrorossia stenogastra är en tvåvingeart som först beskrevs av Costa 1884.  Petrorossia stenogastra ingår i släktet Petrorossia och familjen svävflugor. Inga underarter finns listade i Catalogue of Life.